# Хевисайд, Оливер
О́ливер Хе́висайд (англ. Oliver Heaviside; 18 мая 1850 — 3 февраля 1925) — английский учёный-самоучка, инженер, математик и физик. Впервые применил комплексные числа для изучения электрических цепей, разработал технику применения преобразования Лапласа для решения дифференциальных уравнений, переформулировал уравнения Максвелла в терминах трёхмерных векторов, напряжённостей электрического и магнитного полей и электрической и магнитной индукций, и, независимо от других математиков, создал векторный анализ. Несмотря на то, что Хевисайд большую часть жизни был не в ладах с научным сообществом, его работы изменили облик математики и физики.

## Биография

### Молодость
Оливер Хевисайд родился в лондонском районе Камден:13 в семье Томаса Хевисайда и Рейчел Елизабет (урождённая Уэст) и был младшим из четырёх сыновей. Отец работал гравёром и художником. В раннем возрасте Оливер переболел скарлатиной, что привело к безвозвратному ухудшению его слуха. Это создавало большие трудности в общении с окружающими и в дальнейшем отразилось на характере будущего учёного. Несмотря на хорошую успеваемость (в 1865 году был 5-м из 500 учеников), Оливер в 16 лет оставил школу по семейным обстоятельствам и в течение года занимался самостоятельно, так и не получив дальнейшего формального образования:51, выучил азбуку Морзе и основы электричества.
На Оливера оказали существенное влияние личность и научные интересы дяди — Чарльза Уитстона (мужа сестры матери Оливера), также не получившего в своё время университетского образования, а занимавшегося самообразованием и с юных лет увлечённого изобретательством. Уитстон проявлял большой интерес к образованию племянника и настоял на изучении им датского и немецкого языков в дополнение к уже освоенным. В 1867 году Оливер отправился в Ньюкасл-апон-Тайн работать в одной из телеграфных компаний, где работал его старший брат Артур:53.
С 1869 года Хевисайд работал телеграфистом в Great Northern Telegraph Company в Дании при прокладке кабеля Ньюкасл-апон-Тайн — Дания. В 1871 году вернулся в Ньюкасл и занял должность старшего телеграфиста в Great Northern Telegraph Company, отвечал за международный телеграфный трафик. Вместе с тем усиленно занимался самообразованием, делая упор на математику.
В 1872 году опубликовал свою первую статью по электричеству, используя только алгебру, а в 1873 — вторую, посвящённую «мостику Уитстона» — здесь уже был применён математический анализ. На вторую статью обратил внимание Джеймс Максвелл, упомянувший о ней в первом томе второго издания своего «Трактата по электричеству и магнетизму».
В 1874 году Хевисайд оставил должность телеграфиста и решил полностью посвятить себя научной работе в домашней лаборатории. Такое решение молодого человека, не имевшего независимых средств к существованию, тревожило его семью, но было принято с пониманием.
Начало разработки Хевисайдом модели линии электропередачи (так называемые «телеграфные уравнения») исследователи относят к августу 1876 года, когда была опубликована его статья «Об экстратоке» («On the Extra Current»):66–67.

### Зрелость
В 1880 году Хевисайд исследовал скин-эффект в телеграфных линиях передачи. В том же году он получил британский патент на коаксиальный кабель.
С 1882 по 1902 год, за исключением трёх лет, Хевисайд регулярно публиковал статьи в журнале The Electrician, за что ему платили 40 фунтов стерлингов в год. Этого едва хватало на жизнь, но его потребности были скромными, и он делал то, чего больше всего хотел. В период с 1883 по 1887 год выходило в среднем 2—3 статьи в месяц — эти статьи позже составили основную часть его работ по электромагнитной теории и электротехнике:71.
В 1884 году Хевисайд преобразовал математический анализ Максвелла из первоначальной громоздкой формы в современный векторный вид, сведя таким образом систему из 20 уравнений с 12 переменными к 4 дифференциальным уравнениям, известным как уравнения Максвелла.
Между 1880 и 1887 годами разрабатывал операционное исчисление (он ввёл обозначение D для дифференциального оператора), метод решения дифференциальных уравнений с помощью сведения к обыкновенным алгебраическим уравнениям, вызвавший поначалу бурную полемику из-за отсутствия строгого обоснования. Тогда Хевисайд произнёс известную фразу: «Математика есть наука экспериментальная, определения появляются последними» — это было ответом на критику за использование ещё не вполне определённых операторов.
В 1887 году Хевисайд предложил добавить катушки индуктивности к трансатлантическому телеграфному кабелю (увеличив тем самым собственную индуктивность кабеля) для коррекции возникавших искажений. По политическим причинам предложение не было реализовано. Позднее американский физик Михайло Пупин разработал способ увеличения дальности передачи для телефонных линий с помощью установки подобных катушек через определённые интервалы вдоль линии передачи. Этот метод следовал идеям Хевисайда.
В двух работах 1888—1889 годов Хевисайд вычислил деформацию электрического и магнитного полей вокруг движущегося заряда, а также эффекты вхождения заряда в плотную среду. Он предсказал эффект Вавилова — Черенкова и вдохновил Дж. Фитцджеральда предложить понятие так называемого сокращения Лоренца — Фитцджеральда.
В 1889 году, после открытия Томсоном электрона, Хевисайд начал работу над концепцией электромагнитной массы. Он считал её настолько же «настоящей», как и массу материальную, способной производить такие же эффекты. Вильгельм Вин позднее проверил результат Хевисайда для малых ускорений.
В 1891 году британское Королевское общество признало вклад Хевисайда в математическое описание электромагнитных явлений, избрав его членом Королевского общества.
В 1893 году Хевисайд предложил электромагнитное описание гравитации.

### Последние годы
В 1896 году Фитцджеральд и Джон Перри добились назначения пенсии по гражданскому списку в размере 120 фунтов стерлингов в год для Хевисайда, который теперь жил в Девоне, и убедили его принять её после того, как он отклонил другие благотворительные предложения Королевского общества.
В 1902 году Хевисайд, исследуя возможность распространения радиоволн вокруг Земли (по оспариваемому эксперименту Гульельмо Маркони по передаче радиоволн через Атлантический океан в 1901 году), предсказал существование в земной атмосфере ионизованного слоя. 
В 1905 году Хевисайд стал почётным доктором Университета Гёттингена.
Будучи всю жизнь не в ладах с научным сообществом, Хевисайд в последние годы жизни стал особенно эксцентричен. Хотя в молодости он активно занимался велосипедным спортом, на шестом десятке лет его здоровье серьёзно ухудшилось. В этот период он подписывал корреспонденцию своим именем с инициалами W.O.R.M. (червь), начал красить ногти в розовый цвет и использовать гранитные глыбы вместо домашней мебели.

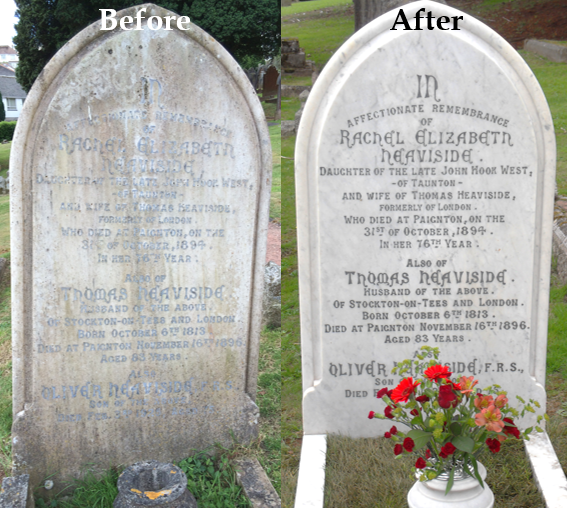
Сравнение надгробия до и после реставрации примерно в 2005 году

Хевисайд умер 3 февраля 1925 года в Торки после падения с лестницы и похоронен на кладбище города Пейнтон рядом со своим отцом и матерью. Большая часть признания пришла к нему после смерти.

## Инновации и открытия
Хевисайд разработал понятие вектора и создал векторный анализ. Он предложил метод операционного исчисления, позволяющий с помощью достаточно простых приёмов решать сложные математические задачи, а также ввёл в математику новую кусочно-постоянную функцию, получившую название функция Хевисайда и ныне широко применяемую в математическом аппарате теории управления и теории обработки сигналов.
Хевисайд решил ряд важных задач электродинамики, в частности получил точное решение уравнений Максвелла для поля равномерно движущегося заряда. Он показал, что масса заряженной частицы изменяется со скоростью её движения, и предсказал, что если скорость электрического заряда становится больше фазовой скорости света в среде, в которой движется данный заряд, то при этом должно возникать характерное излучение. Экспериментально это излучение было обнаружено в 1934 году Павлом Черенковым.
Хевисайд создал теорию передачи электрических сигналов на дальние расстояния («телеграфные уравнения»).
Хевисайд был первым, кто ввёл магнитные заряды и магнитные токи в электродинамику Максвелла.  Максвелл в своём трактате не использовал векторных обозначений и записывал свои уравнения в довольно громоздком виде. Современная форма уравнений Максвелла появилась около 1884 года после работ Хевисайда и Герца. Они не только переписали систему уравнений Максвелла в векторном виде, но и симметризовали её, переформулировав в терминах поля. Эта новая формулировка дала четыре векторных уравнения, известных теперь как уравнения Максвелла, причём Герц отмечал, что приоритет в этой работе принадлежит именно Хевисайду.
Хевисайд предсказал существование в земной атмосфере ионизованного слоя. Независимо от Хэвисайда к таким же выводам почти одновременно пришёл американский инженер-электрик Артур Кеннелли. Существование такого слоя было доказано в 1924 году британскими учёными Э. Эпплтоном и М. Барнеттом.

### Электромагнитные термины
Хевисайд ввёл следующие термины:
- электрет — для электрического аналога постоянного магнита, или, иными словами, любое вещество, обладающее квазипостоянной электрической поляризацией (например, сегнетоэлектрик);
- проводимость и проницаемость (сентябрь 1885 года);
- индуктивность (февраль 1886 года);
- импеданс (июль 1886 года);
- адмиттанс (декабрь 1887 года);
- магнитное сопротивление[англ.] (май 1888 года).

Параллельно с Д. У. Гиббсом привёл теорию векторов и векторного анализа к виду, в котором она стала получать признание научного сообщества того времени. До этого теория векторов вызывала неприятие у некоторых известных учёных, например Кельвина. Изложение этой теории есть в книге Хевисайда «Теория электричества».

## Память
В 1970 г. Международный астрономический союз присвоил имя Хевисайда кратеру на обратной стороне Луны.